# Kandikó
Kandikó är en kulle i Ungern.   Den ligger i provinsen Zala, i den västra delen av landet, 190 km väster om huvudstaden Budapest. Toppen på Kandikó är 296 meter över havet.
Terrängen runt Kandikó är huvudsakligen platt. Runt Kandikó är det ganska glesbefolkat, med 28 invånare per kvadratkilometer. Närmaste större samhälle är Zalaegerszeg, 9,1 km öster om Kandikó. Omgivningarna runt Kandikó är en mosaik av jordbruksmark och naturlig växtlighet.